# Leptodactylus didymus
Espèce
Statut de conservation UICN

 LC  : Préoccupation mineure
Leptodactylus didymus est une espèce d'amphibiens de la famille des Leptodactylidae.

## Répartition
Cette espèce se rencontre :
- au Pérou dans la région de Madre de Dios ;
- en Bolivie dans les départements de Pando, de Beni et de La Paz ;
- au Brésil dans les États d'Acre et d'Amazonas.

## Étymologie
Le nom spécifique didymus vient du grec didymos, double ou jumeau, en référence à la ressemblance de cette espèce avec Leptodactylus mystaceus.

## Publication originale
- Heyer, García-Lopez, & Cardoso, 1996 : Advertisement call variation in the Leptodactylus mystaceus species complex (Amphibia: Leptodactylidae) with a description of a new sibling species. Amphibia-Reptilia, vol. 17, no 1, p. 7-31 (texte intégral).